# Витославлици
Етно село Витославлици (рус. Музей народного деревянного зодчества «Витославлицы») представља музејски комплекс на отовреном у форми етно села посвећен традиционалној дрвеној архитектури Новгородске земље. Налази се неколико километара јужније од града Великог Новгорода, недалеко од Јурјевог манастира на реци Волхов, на подручју Новгородске области, на североистоку европског дела Руске Федерације.
Етно село Витославлици налази се на листи културног наслеђа Руске Федерације под бројем 5310015000.
Руски и совјетски архитекта и рестауратор Леонид Красноречјев је 5. јуна 1964. започео са радовима на оснивању музеја на отвореном који је требало да педстави јединствени градитељски стил базиран на дрвету као материјалу на подручју новгородске земље. У оквиру музеја налазе се бројне грађевине које на јајбољи начин осликавају руску архитектуру од XVI до 19. века. Министарство културе Руске СФСР је 31. јануара 1965. године усвојило писану препоруку о оснивању музеја као места од изузетне културно-историје важности. Музеј је службено почео са радом 16. маја 1967. године.
Све грађевине које се налазе у оквиру комплекса су оригинални објекти које су на музејски локалитет пренесене из разних делова новгородске земље. Први објекат у етно селу је црква Успења Мајке Божије која је пренесена из села Курицко, а датира из 1595. године. Убрзо потом је из села Ришево пренесена и прва изба, тип дрвених кућа за становање карактеристичан за просторе Источне Европе. Село је познато и по бројним фолклорним приредбама које оживљавају старе народне обичаје.
Етно селом управља Новгородски државни музеј.
Сам назив комплекса потиче од истоименог села које је на том месту постојало од XII—18. века. Познато је да је на месту дотадашњег села током прве половине XIX века живела грофица Ана Орлова Чесмењска која је својим прилозима финансијски знатно помагала оближњи Јурјев манастир.

## Музејски комплекс
- Капелица из 18. века из села Кашира у Маловишерском рајону
- Изба
- Изба Марије Јекимове из села Ришева Новгородског рејона
- Малогоспојинска црква из 1539. из села Передки Боровичког рејона
- Клетска црква Свете Тројице (1672-1676) из Рјокоњске испоснице у Љубитинском рејону
- Никољска црква из 1757. из аела Високиј Остров Окуловског рејона
- Успењска црква из 1595. из села Курицко Новгородског рејона
- Ветрењача с почетка начала 20. века из села Ладошчина Сољчанског рејона
- Типична изба из 19. века
- Капелица Марије Магдалене из села Малишево
- Мапа етно села
- Штала за коње из села Окладњево